# Chó Nhật
Chó Nhật (tiếng Nhật: 狆, chin) là giống chó của hoàng gia Nhật. Giống chó này thường được nuôi làm cảnh hoặc để bầu bạn.

## Ngoại hình
Khi đứng, chó Nhật cao khoảng 20 đến 27 cm (8 – 11 in) tính đến vai. Khối lượng của chúng rất đa dạng, từ 3 lbs cho đến 15 lbs, thông thường trung bình là 7 đến 9 pound. Giống chó phương Đông này có đầu lớn, mắt to, tai mọc lông dài và có khoang hoa văn ở mặt.